# كون مارتن
كون مارتن (بالإنجليزية: Con Martin)‏ هو لاعب كرة القدم الغالية ومدرب كرة قدم ولاعب كرة قدم أيرلندي، ولد في 20 مارس 1923 في Rush, Dublin ‏ في جمهورية أيرلندا، وتوفي في 24 فبراير 2013. شارك مع منتخب أيرلندا لكرة القدم ومنتخب جمهورية أيرلندا لكرة القدم. أما مع النوادي، فقد لعب مع أستون فيلا وغلينتوران وليدز يونايتد ونادي دوندالك وووترفورد يونايتد.